# Bäring

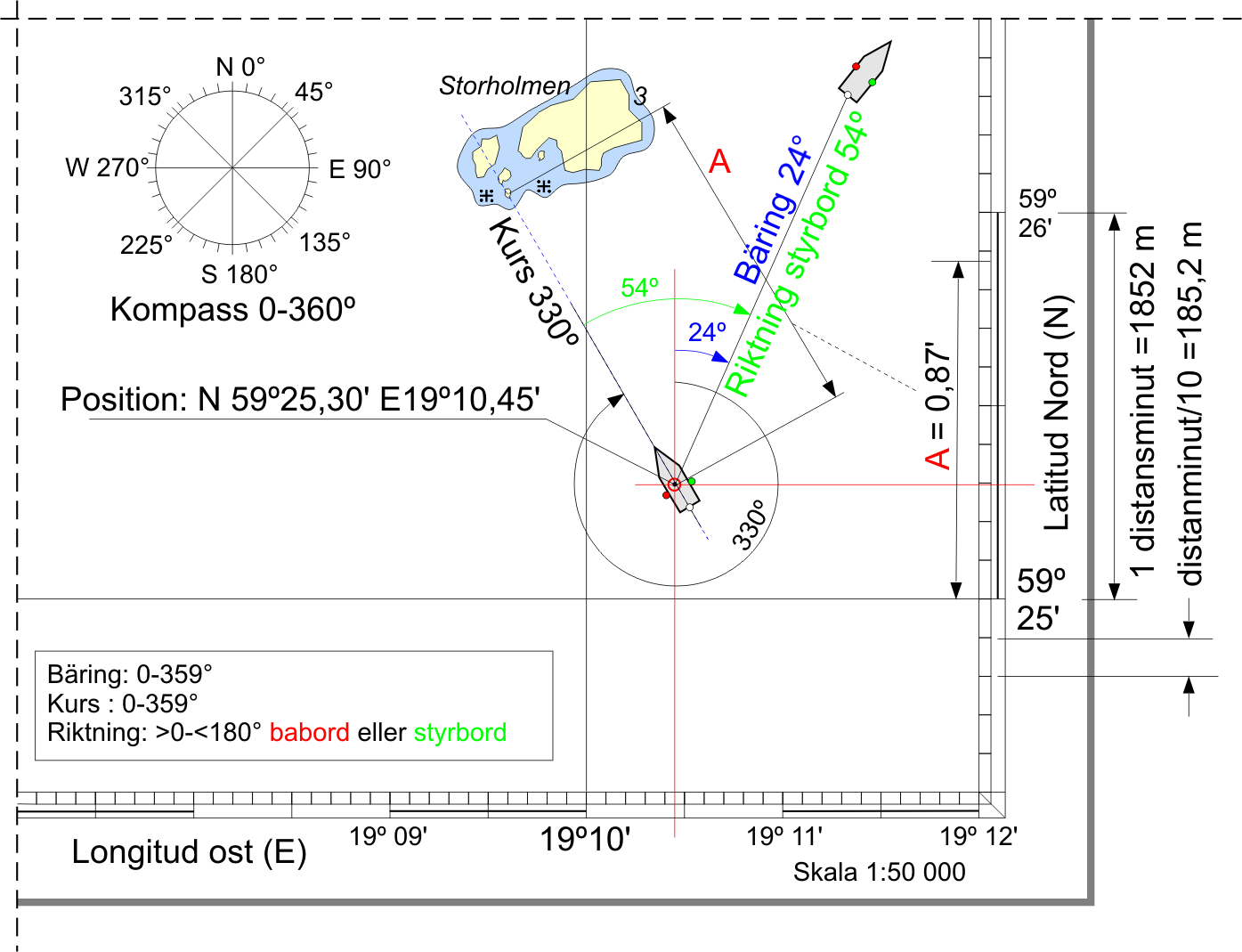
Definition av vinklar för navigering med hjälp av tryckta sjökort. Figuren visar vad som skiljer mellan bäring, riktning och kurs. Farkosten i figuren har en kurs på 330° och kan iaktta en annan farkost i bäring 24°. Riktningen till den andra farkosten är i detta fall styrbord 54°.

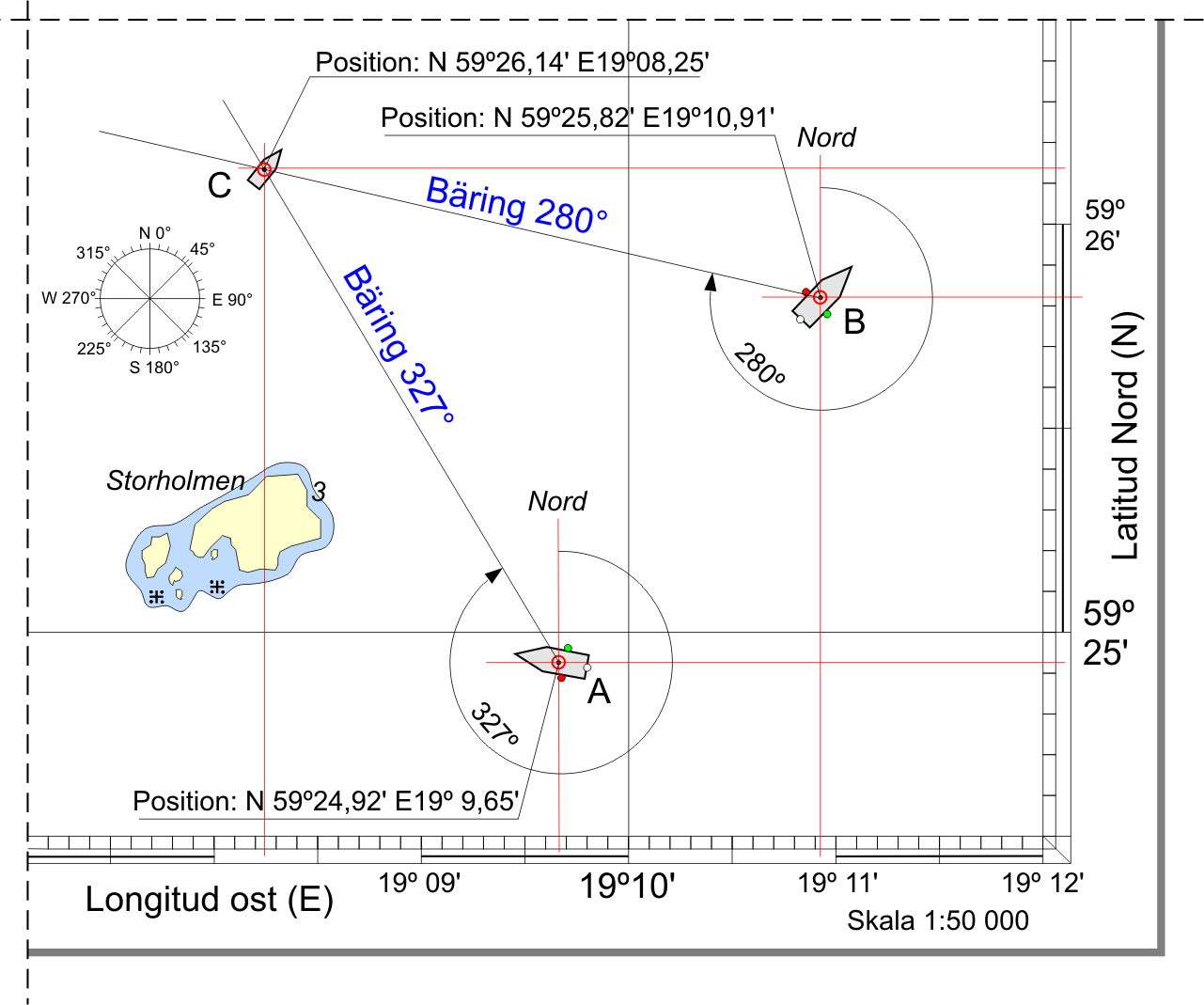
Exempel på användning av bäringen. Utifrån kända positioner för två farkoster A och B och bäringen till ett föremål C kan position för C bestämmas.

Bäring är ett vinkelmått som används inom navigation för vinkeln mellan en riktning och nordriktningen.
Man skiljer mellan följande begrepp:
- Bäringen till ett föremål är vinkeln mellan nord och det siktade föremålet. Bäringen kan anta värden i området 0 – <360°. Bäringen gäller oberoende av vilken kurs farkosten har genom att den definieras med utgångspunkt från nord 0°. Om den egna farkostens position är känd kan personer på annan plats rita in siktlinjen till observerat föremål på ett sjökort över aktuellt område. Om två farkoster samtidigt rapporterar både positionen för den egna farkosten och bäringen, kan positionen i latitud och longitud för föremålet fastställas.

- Riktningen är vinkeln mellan farkostens längslinje och föremålet och kan anta värden i området >0 – <180° babord eller styrbord. Den räknas från farkostens mittlinje, normalt kurslinjen, och används främst för upplysning av vinkeln från aktuell kurslinje till siktat föremål för den egna besättningen. Riktningen motsvarar den kursändring som måste göras för att från en viss kurs gå rakt emot ett siktat föremål.

- Kursen är vinkeln mellan nord och farkostens längslinje och kan anta värden i området 0 – <360° där 0° motsvarar rakt nordlig kurs.